# Special D
Special D., de son vrai nom Dennis Horstmann, né le 16 septembre 1980, est un disc jockey et producteur de musique électronique allemand. Il est particulièrement célèbre aux Pays-Bas où il reçoit le prix Best Dance International lors des TMF Awards néerlandais de 2004. Il est également une pièce maîtresse de la scène trance nord-américaine.
Ses productions sont du genre handsup, et ses lives sont plus éclectiques, allant de l'electro au gabber, en passant par le handsup et le hardstyle.

## Biographie
L'éducation musicale de Horstmann commence à ses 13 ans avec des leçons de piano et de claviers. Plus tard, il prend la direction du studio d'enregistrement de son collège et joue de la guitare et du clavier dans le groupe scolaire.
En 2000, il sort avec Tobi Bosch, sous le pseudonyme DJ Awaline, le morceau de trance Trancegiving. D'autres morceaux sortent sous le pseudonyme SpeakerFreakz. Au même moment, Horstmann travaille comme DJ résident au Cave Club de Hambourg.
Le premier single commercial de Special D. était en mars 2003, Come with Me, une reprise handsup du hit Just Dreamed de Nena. Selon Horstmann, il a été produit en deux jours seulement. Le clip qui l'accompagne est tourné au I-Punkt Skateland, non loin de la maison de disques de Horstmann. Avec ce single, il atteint immédiatement les meilleures positions des classements européens. En outre, il remporte en 2003 aux Pays-Bas le prix TMF du meilleur morceau dance international.
En 2004, il sort avec Andy Richter les morceaux Suck My Dick, We Need Bass et Pimp My Stereo sous le pseudonyme de Dickheadz, qui ne montre cependant aucun succès. Cependant, Suck My Dick est utilisé dans le film Crank 2: High Voltage. En 2005, il sort le single Here I Am, qui est encore une fois une reprise d'un tube de Nena. Dans ce cas, 99 Luftballons dans le genre handsup. Cependant, ses apparitions sont souvent assez difficiles, sa prédilection pour le hardstyle étant connue sur scène.
Dennis Horstmann était DJ résident à la discothèque New Bambu à Neustadtl (Schleswig Holstein). À partir d'octobre 2010, il passe un an chaque mardi de 22 h à minuit à son émission Deelicious sur la webradio Technobase.fm. Il met fin à son émission en octobre 2011 pour des raisons inconnues.
En plus de sa carrière musicale, Horstmann est actif dans les médias depuis 1998. Il est fondateur et propriétaire de la société de production de films de Hambourg Juice Media.

## Discographie

### Albums studio
- 2004 : Reckless

### Singles
- 2003 : Come with Me (reprise de Nena)
- 2003 : Home Alone
- 2004 : Nothing I Won’t Do (reprise de JX)
- 2004 : Reckless E.P.
- 2004 : You
- 2005 : Here I Am (reprise de 99 Luftballons de Nena)
- 2011 : Special D. pres. Psychonautn - Ich explodier’
- 2013 : Discoland
- 2014 : Raver
- 2015 : Oxygene
- 2015 : Chief Party Rocker
- 2015 : Forever Young
- 2015 : Champion Sound
- 2016 : Elysium
- 2017 : Hardcore Doodle

### Remixes
- 2003 : Future Trance United – Face 2 Face (Special D. Remix)
- 2003 : Staccato – Move Your Body (Special D Rmx)
- 2003 : RedWing – My Heart Is Calling (Special D. Remix)
- 2003 : Groove Coverage – The End (Special D Remix)
- 2003 : Rocco (en) – Generation of Love (Special D. Remix)
- 2003 : SveN-R-G vs. Bass-T – The Sign (Remixes)(Special D. Rmx)
- 2003 : Jan Wayne meets Danielle – 1,2,3 (Keep the Spirit Alive) (Special D. Remix)
- 2003 : Master Blaster – How Old R U (Special D. Remix)
- 2004 : Future Trance United pres. Second Spring – Irresistible (Special D. Remix)
- 2004 : Brooklyn Bounce – Crazy (Special D. Remix)
- 2004 : Miraluna – One Day (Special D. Remix)
- 2004 : Groove Coverage – Runaway (Special D. Remix)
- 2005 : Mandy & Randy – B-B-Baby (Kiss Me And Repeat) (Special D. Remix)
- 2005 : Special D.igga & Todd. D.igga Present The Gravediggaz – Nightmare On Reeperbahn (Special Horstmann Extended Mix)
- 2006 : Acardipane vs. Balloon – Go West (Special D. Remix)
- 2007 : Bangbros – Yeah Yeah Yeah 2007 (Special D. Remix)
- 2007 : Re-Flex – Lui 2007 (Special D. & Mike Brings Remix)
- 2007 : Bounce Brothers – Bes Tebja (Special D. Remix)
- 2013 : DJ Kryst-Off feat. Breaker - Out Of My Mind (Special D. Remix)
- 2015 : Tube Tonic & Dave Cansis - Take Control (Special D. Remix)